# Chipsta (berg)
Chipsta (georgiska: ხიფსთა) är ett berg i Georgien. Det ligger i regionen Abchazien, i den nordvästra delen av landet, 400 km nordväst om huvudstaden Tbilisi. Toppen på Chipsta är 2 494 meter över havet.